# Senna singueana
Senna singueana là một loài thực vật có hoa trong họ Đậu. Loài này được (Delile) Lock miêu tả khoa học đầu tiên.